# ラッセルフィヨルド

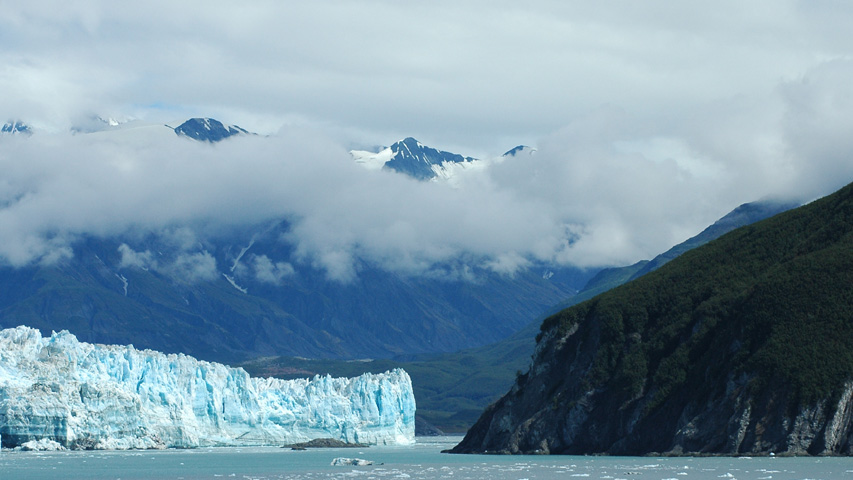
ラッセルフィヨルド

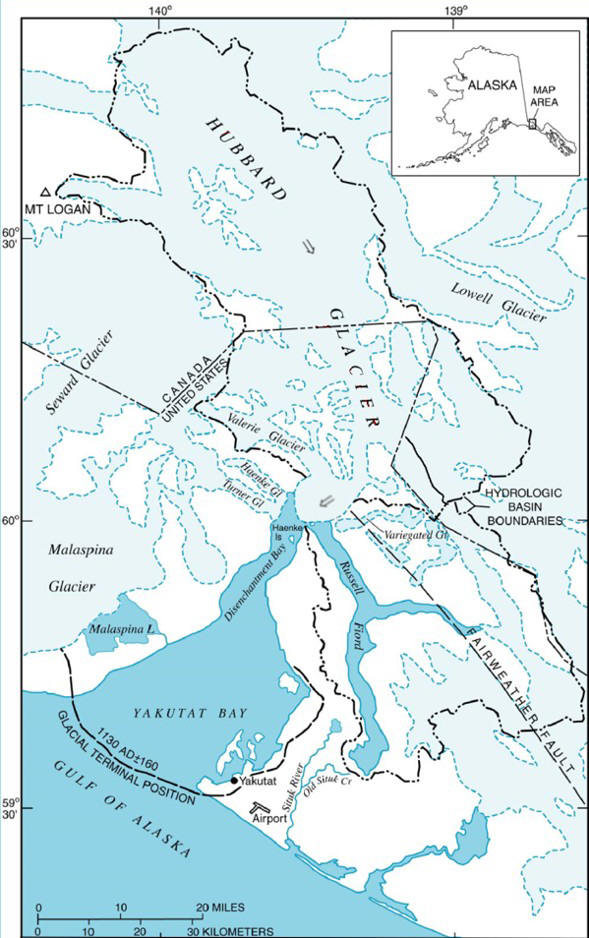
フィヨルドの地図

ラッセルフィヨルド (Russell Fjord) は、アメリカ合衆国アラスカ州にあるフィヨルドである。
南北に伸びる形状で、フィヨルドの北端がハバード氷河を境にしてディスエンチャントメント湾につながっている。1906年にアメリカ地質調査所のマーカス・ベーカーにより、探検家イズリエル・ラッセルにちなんで命名された。
フィヨルドの入り口は定期的に氷河によって封鎖され、しばしばフィヨルドは湖となる。最近では1986年5月から10月の期間封鎖され、2002年にも短期間封鎖された。

## 自然保護区
アメリカ合衆国議会は1980年にこの地域の1,411 km²を自然保護区とした。ラッセルフィヨルド自然保護区の北西部はウランゲル・セント・イライアス自然保護区と接している。
座標: 北緯59度48分04秒 西経139度19分27秒 / 北緯59.80111度 西経139.32417度